# Voleibol de praia nos Jogos do Mediterrâneo de 2013
O Voleibol de praia nos Jogos do Mediterrâneo de 2013 foi a 3ª edição disputado no Centro de Voleibol de Praia em Mersin, Turquia entre 25 e 28 de junho de 2013.

## Medalhistas
| Evento    | Ouro                                       | Prata                                         | Bronze                                             |
| Masculino | Turquia · Murat Giginoğlu · Selçuk Şekerci | Espanha · Adrián Gavira · Pablo Herrera       | França · Yannick Salvetti · Jean-Baptiste Daguerre |
| Feminino  | Itália · Greta Cicolari · Marta Menegatti  | Grécia · Vassiliki Arvaniti · Peny Karagkouni | Itália · Daniela Gioria · Laura Giombini           |

## Quadro de Medalhas
| Posição | País    |   |   |   | Total |
| ------- | ------- | - | - | - | ----- |
| 1       | Itália  | 1 | 0 | 1 | 2     |
| 2       | Turquia | 1 | 0 | 0 | 1     |
| 3       | Grécia  | 0 | 1 | 0 | 1     |
| 3       | Espanha | 0 | 1 | 0 | 1     |
| 5       | França  | 0 | 0 | 1 | 1     |